# Jadwisin (Sokołów)
Pour les articles homonymes, voir Jadwisin.
Jadwisin  [jadˈviɕin] est un village polonais de la gmina de Sabnie dans le powiat de Sokołów et dans la voïvodie de Mazovie, au centre-est de la Pologne.